# Aliskiren
L'Aliskiren (INN) è il primo principio attivo della classe di farmaci noti come inibitori diretti della renina. È commercializzato in U.S.A con il nome di Tekturna e in Europa, compresa l'Italia, con il nome di Rasilez.
È stato approvato nel 2007 dalla Food and Drug Administration per il trattamento dell'ipertensione primaria.

## Meccanismo d'azione
La renina è il primo enzima del sistema renina-angiotensina-aldosterone che ha un ruolo nel controllo della pressione arteriosa. Viene secreto dall'apparato iuxtaglomerulare renale in seguito a stimolazione simpatica (la noradrenalina attiva i recettori di tipo beta 1) in genere provocata da un abbassamento della pressione arteriosa, converte l'angiotensinogeno (proteina inattiva prodotta dal fegato e normalmente circolante) in Angiotensina I, che viene poi convertita dall'enzima ACE ("enzima che converte l'Angiotensina") in Angiotensina II, proteina attiva dalle capacità vasocostrittrici e stimolante la produzione di aldosterone dalla corteccia surrenale, che a sua volta stimola il riassorbimento di sodio con incremento della ritenzione idrica, espansione del volume plasmatico e così aumento dei valori pressori. L'Aliskiren si lega alla tasca secondaria S3bp della renina: tale tasca la distingue dalle altre aspartil proteasi, infatti ivi alloggia la catena secondaria metossialcossilica dell'inibitore ed è alla base della sua specificità per la renina umana. Agendo sul sito catalitico dell'enzima, ne blocca l'attività: impedendo la conversione di angiotensinogeno in angiotensina I. Si avrà una diminuzione plasmatica di questa ma un aumento di renina.
Si ottiene così un importante effetto sulla pressione, che si riduce, oltre ad una marcata riduzione della segnalazione a livello dell'aldosterone e conseguente attività diuretica molto più marcata.

## Razionale
Diversi farmaci controllano la pressione arteriosa interferendo con l'angiotensina o l'aldosterone, tuttavia quando questi sono usati in cronico, vi può essere un aumento della produzione di renina come risposta del nostro organismo. L'aumento della renina nel sangue può re-innalzare i livelli di pressione arteriosa: la ricerca si è indirizzata verso la produzione di un farmaco che inibisse direttamente la renina e l'Aliskiren è il primo di questi farmaci.

## Effetti farmacologici
L'Aliskiren può avere degli effetti renoprotettivi che sono indipendenti dalla riduzione della pressione in pazienti ipertesi, diabetici di tipo 2 e nefropatici. Lo studio AVOID ha dimostrato che 300 mg al giorno, se confrontati al placebo, diminuivano il rapporto albumina/creatinina del 20% (con un intervallo di confidenza del 95%, P<0.001). In pratica l'assunzione del farmaco ha ridotto significativamente l'albuminuria in pazienti trattati con losartan e terapia antipertensiva ottimale.

### Caratteristiche
Sono farmaci molto utili per ridurre la pressione arteriosa, in particolare:
- l'effetto principale è una riduzione dose dipendente della pressione arteriosa:
- non inducono l'aumento dell'attività della renina plasmatica, come gli ACEi;
- hanno emivita molto lunga
- riducono l'ipertrofia ventricolare sinistra;
- utili in associazione con ACEi nello scompenso cardiaco;
- migliorano la prospettiva , a scopo preventivo, della funzione renale in pazienti con ipertensione e diabete di tipo 2.

## Associazioni Farmacologiche
La Commissione Europea per il Farmaco ha approvato la commercializzazione delle associazioni di Aliskiren con Idroclortiazide, con Amlodipina e con entrambi i farmaci

## Studio ALTITUDE
Nel dicembre del 2011 la Novartis ha interrotto lo studio in corso ALTITUDE per la comparsa di un aumento significativo di ictus non fatali, complicazioni renali, iperpotassiemia e ipotensione in pazienti diabetici.
Dopo i primi risultati dello studio ALTITUDE, è stata messa sotto revisione l'assunzione del farmaco in contemporanea all'utilizzo degli ACE-inibitori e dei Sartani.In base alla rivalutazione di tutti i dati di sicurezza disponibili da parte del Comitato per i prodotti medicinali ad uso umano (CHMP) sono state raccomandate nuove controindicazioni e avvertenze per i medicinali a base di Aliskiren.

## Reazioni avverse
Le evidenze suggeriscono rischi di eventi avversi (ipotensione, sincope, ictus, iperkaliemia e alterazioni della funzionalità renale, inclusa insufficienza renale acuta) quando aliskiren è assunto in combinazione con ACE-inibitori o ARB (farmaci antagonisti del recettore per l'angiotensina), specialmente in pazienti con diabete di tipo I e II o con insufficienza renale.
Sebbene, per altri gruppi di pazienti, siano disponibili minori evidenze non si possono escludere eventi avversi e quindi il CHMP (Committee for Medicinal Products for Human Use) non raccomanda l'uso di questa associazione
- Angioedema
- Iperpotassiemia
- Ipotensione
- Diarrea ed altri sintomi gastrointestinali
- Cefalea
- Vertigine
- Tosse
- Rash cutaneo

## Controindicazioni
- Gravidanza
- Allattamento
- Pazienti con Diabete di tipo I e II in trattamento con un ACE-inibitore o un ARB
- Pazienti con Insufficienza renale da moderata a grave in trattamento con un ACE-inibitore o un ARB

## Interazioni farmacologiche
- riduce la concentrazione di Furosemide
- può aumentare la concentrazione di Atorvastatina
- possibile interazione con Ciclosporina
- particolare attenzione nell'utilizzo con Ketoconazolo